# Orocharis epipolios
Orocharis epipolios är en insektsart som beskrevs av Otte, D. 2006. Orocharis epipolios ingår i släktet Orocharis och familjen syrsor. Inga underarter finns listade i Catalogue of Life.